# Lippendorf
Lippendorf – dzielnica gminy Neukieritzsch w Niemczech, położona na terenie kraju związkowego Saksonia w okręgu administracyjnym Lipsk, w powiecie Lipsk. Leży na południe od Lipska.

## Historia
W Lippendorfie urodziła się 29 stycznia 1499 r. Katarzyna von Bora, żona reformatora Marcina Lutra.
W latach 1944–1945 Lippendorf był regularnie bombardowany przez wojska alianckie. W 1996 r. został włączony do gminy Neukieritzsch.